# Проспект Победы (Оренбург)
Проспе́кт Побе́ды — одна из ключевых магистралей Оренбурга.

## История
Появился проспект примерно в 1920 году и первоначально носил название Челябинского проезда, а с 1948 года — Челябинской улицы. Нынешнее название дано в 1976 году в честь Победы советского народа в Великой Отечественной войне.
После 2005 года власти города выдали разрешение на строительство торгового комплекса Metro AG на бывших землях ПО «Стрела», после 2015 года на этих же землях, примыкающих к проспекту Победы, должен появиться жилой комплекс «Европейский» (проспект Победы, 178/1).
В 2013 году проведена реконструкция Проспекта Победы. Она была застрахована на 150 млн. рублей.
В 2017 году планируется реконструировать развязку на пересечении улицы Шевченко и проспекта Победы.

## Расположение
Проспект Победы начинается в центральной части Оренбурга (в районе центрального рынка города) и тянется в северо-восточном направлении на 5 км (до проезда Автоматики). На этом участке основная застройка представляет собой одноэтажные дома (на большей части). После 50-х годов XX века на проспекте появились пятиэтажные дома. Здесь также проспект разделяет мусульманское и христианское кладбища. После территория проспекта примыкает к производственной площадке ПО «Стрела» и завода «Инвертор» по производству основных видов электрооборудования для атомных электростанций.
После проезда Автоматики поворачивает на 45 градусов и тянется в северо-западном направлении 1 км (до пересечения с ул. Транспортной). После пересечения с Транспортной улицей поворачивает на 30 градусов в сторону северо-запада. Далее тянется на 1 км до пересечения с ул. Родимцева. После пересечения с ул. Родимцева переходит в ул. Театральная. Общая длина проспекта около 6 км.

## Примечательные здания и сооружения
- Оренбургский государственный университет, проспект Победы, 13
- Водонапорная башня, 1904 года постройки, проспект Победы, 14а
- Дом Памяти, проспект Победы, 100/1
- Вечный огонь, проспект Победы, у кладбища
- Metro, проспект Победы, 155
- Жилой комплекс «Европейский»[3], проспект Победы 178/1

## Галерея
- Оренбург, проспект Победы 14а
- Оренбург, проспект Победы 14а (Водонапорная башня); на заднем плане Оренбургский университет, Проспект Победы, 13
- Проспект Победы. Обелиск в память о погибших в годы Великой Отечественной войны. Архитекторы В. Г. Ременный и В. И. Крыпачев. Открыт в 1967 году.
- Вечный огонь: проспект Победы, городское кладбище